# لبروساويات
اللبروساويات (الاسم العلمي: Labroidei) هي رُتيبة مِن الفرخيات، وتُعتبر أكبر رُتب الأسماك، وتَشمل كُل من اللبروسية وَالبلطية وَالسمكة الببغائية.

## التصنيف
- فصيلة اللبروسية
  - اللبروس (الجنس النمطي)
  - القورس
- فصيلة البلطية
- فصيلة القعيسيات
- فصيلة الأوداكسات
- فصيلة الأمبيوتوكات
- فصيلة الأسماك الببغائية